# Juan Miguel Echevarría
Juan Miguel Echevarría   (Camagüey, 11 d'agost de 1998) és un atleta cubà especialitzat en el salt de llargada. En la seva carrera esportiva destaca una medalla de plata als Jocs Olímpics de Tòquio 2020, una medalla de bronze en el Campionat del Món de Doha 2019, una medalla d'or en els Jocs Panamericans de Lima 2019 i una medalla d'or en el Campionat del Món en pista coberta de Birmingham 2018. La seva marca personal és de 8,68m, aconseguida el 30 de juny de 2018 a la ciutat alemanya de Bad Langensalza. El 10 de març del 2019, Echevarría va fer un salt de 8,92 metres (que es convertiria en un dels 5 millors salts de tots els temps), tot i que no es va quantificar degut a la força del vent favorable (+3,3 m/s).
El 17 de juny de 2022, s'anunciava que Echevarría havia sol·licitat la baixa de l'equip cubà d'atletisme.
Una mesos més tard, el febrer de 2023, l'atleta anunciava que tornava a practicar l'atletisme. Tot i així, ho faria fora de l'illa caribenya, entrenant amb l'equip portuguès del Benfica.

## Historial de competició
| Any  | Competició                         | Seu                    | Posició | Marca |
| ---- | ---------------------------------- | ---------------------- | ------- | ----- |
| 2015 | Campionat del Món Sub-18           | Cali, Colòmbia         | 4t      | 7.69m |
| 2015 | Campionat Panamericà Junior        | Edmonton, Canadà       | 1r      | 7.76m |
| 2016 | Campionat del Món Sub-20           | Bydgoszcz, Polònia     | 5è      | 7.78m |
| 2017 | Campionat del Món                  | Londres, Regne Unit    | 15è (q) | 7.86m |
| 2018 | Campionat del Món en pista coberta | Birmingham, Regne Unit | 1r      | 8.46m |
| 2019 | Jocs Panamericans                  | Lima, Perú             | 1r      | 8.27m |
| 2019 | Campionat del Món                  | Doha, Qatar            | 3r      | 8.34m |
| 2021 | Jocs Olímpics                      | Tòquio, Japó           | 2n      | 8.41m |